# Effektiv værdi
Effektiv værdi er i forbindelse med vekselstrøm og -spænding et mål for strømmens eller spændingens signalniveau. 
Ved en vekselstrøms effektive værdi (effektivværdi) forstås størrelsen af den jævnstrøm som afsætter samme effekt i et kredsløb med en vis modstand som den givne vekselstrøm, og tilsvarende med spændinger.
Undertiden bruges det engelske udtryk rms eller RMS (forkortelse for root mean square) i stedet for effektiv værdi. Udtrykket kan også bruges mere generelt som en statistisk værdi for en varierende størrelse. RMS henviser til beregningen af værdien som kvadratroden af middelværdien af kvadraterne på enkelte værdier, når der er tale om et endeligt antal værdier:
{\displaystyle x_{\mathrm {rms} }={\sqrt {{1 \over N}\sum _{i=1}^{N}x_{i}^{2}}}={\sqrt {{x_{1}^{2}+x_{2}^{2}+\cdots +x_{N}^{2}} \over N}}}
Når der som ved vekselstrøm er tale om en kontinuert funktion f(t) defineret over intervallet T1 ≤ t ≤ T2 er formlen:
{\displaystyle x_{\mathrm {rms} }={\sqrt {{1 \over {T_{2}-T_{1}}}{\int _{T_{1}}^{T_{2}}{[f(t)]}^{2}\,dt}}}.}
I det normale tilfælde hvor der er tale om en sinusformet vekselstrøm I, får man ved brug af formlen ovenfor at:
{\displaystyle I_{\mathrm {rms} }={I_{peak} \over {\sqrt {2}}}}
hvor Ipeak er strømmens peak værdi.
Tilsvarende for spændinger er:
{\displaystyle U_{\mathrm {rms} }={U_{peak} \over {\sqrt {2}}}}
hvor Upeak er spændingens peak værdi, ikke at forveksle med spændingens peak-to-peak værdi, og Urms er spændingens effektivværdi.